# Flughafen Ponta Porã

i8
i11
i13
Der Flughafen Ponta Porã (portugiesisch Aeroporto Internacional de Ponta Porã; IATA-Code: PMG, ICAO-Code: SBPP) ist ein öffentlicher Flughafen 4 km von Ponta Porã, Mato Grosso do Sul, Brasilien entfernt, er grenzt an die Stadt Pedro Juan Caballero in Paraguay.

## Flughafendaten
Der Flughafen hat eine Asphaltpiste mit 2000 m Länge und 45 m Breite. Er liegt auf einer Seehöhe von 657 m. und hat eine Fläche von 110 ha. Der Flughafen hat eine Passagierkapazität von 1,1 Mio. per Jahr.

## Geschichte
Die Flugaktivitäten in Ponta Porã begannen mit der Gründung eines Aeroclubs im September 1941, der über zwei Flugzeuge verfügte. Am 11. März 1955 erhielt der Fliegerclub den Status eines Flughafens und begann mit der Verwaltung durch die Luftwaffe. Im Jahr 1967 wurde das Passagierterminal am Flughafen gebaut. Jahre später, im Jahr 1974, wurde der Flughafen aufgrund seiner Lage an der Grenze zu Paraguay zum internationalen Flughafen.
Im Oktober 1980 wurde der Betrieb auf Infraero übertragen. Im August 2022 erwarb Aena die Konzession für den Betrieb des Flughafens für die nächsten 30 Jahre.

## Flugbetrieb
Im Jahr 2018 wurden 8.192 Passagiere transportiert.
Azul Linhas Aéreas ist die wichtigste Fluggesellschaft, ⁣⁣die den Flughafen bedient.